# 百寿坊
百寿坊，位于山东省菏泽市单县牌坊街，是中华人民共和国山东省文物保护单位之一。
1977年12月23日，授予山东省文物保护单位，是一座古建筑及历史纪念建筑物。